# Ole Nordhaug
Ole Nordhaug, né le 3 février 1925 à Bolsøy et mort le 19 septembre 2021 à Oslo, est un évêque de l'Église de Norvège. Il est le premier évêque du diocèse de Møre entre 1983 et 1991. Époux de la psalmiste Liv Nordhaug, il est le père d'Halvor Nordhaug.